# Calle de la Puerta de la Luna
La calle de la Puerta de la Luna es una vía pública de la ciudad española de Segovia.

## Descripción
La vía, que debe el título a una antigua puerta que daba acceso a la ciudad, conduce desde la calle de Juan Bravo hasta el paseo del Salón de Isabel II. Aparece descrita en Las calles de Segovia (1918) de Mariano Sáez y Romero con las siguientes palabras:

Puerta de la Luna.—Es la bajada al Paseo del Salón, desde la calle de Juan Bravo, enfrente de la iglesia de San Martín. A su terminación existía, hasta el año 1888, una baja arcada con su puerta llamada de la Luna, que era una de las entradas de la Ciudad por esta parte de la muralla y que sin mérito alguno, ni histórico, ni artístico, se hizo bien en quitar, urbanizando algo la calle y poniendo fáciles escaleras que conducen al Salón y a la calle del Juego de Pelota, en el arrabal de San Millán.
(Sáez y Romero, 1918, p. 135)